# Bruselská dohoda (2013)
Bruselská dohoda (srbsky Бриселски споразум/Briselski sporazum, albánsky Marrëveshja e Brukselit) je vzájemná dohoda mezi Srbskem a Kosovem, která byla podepsána v Bruselu dne 19. dubna 2013 ve snaze Evropské unie normalizovat vztahy mezi oběma subjekty. Za srbskou stranu ji odsouhlasil (nikoliv však podepsal) Ivica Dačić, za kosovskou Hashim Thaçi. 
Na základě této smlouvy se uskutečnily volby do místních samospráv na území Kosova, které měly ukončit působení paralelních struktur financovaných a podporovaných vládou v Bělehradě. 

## Obsah

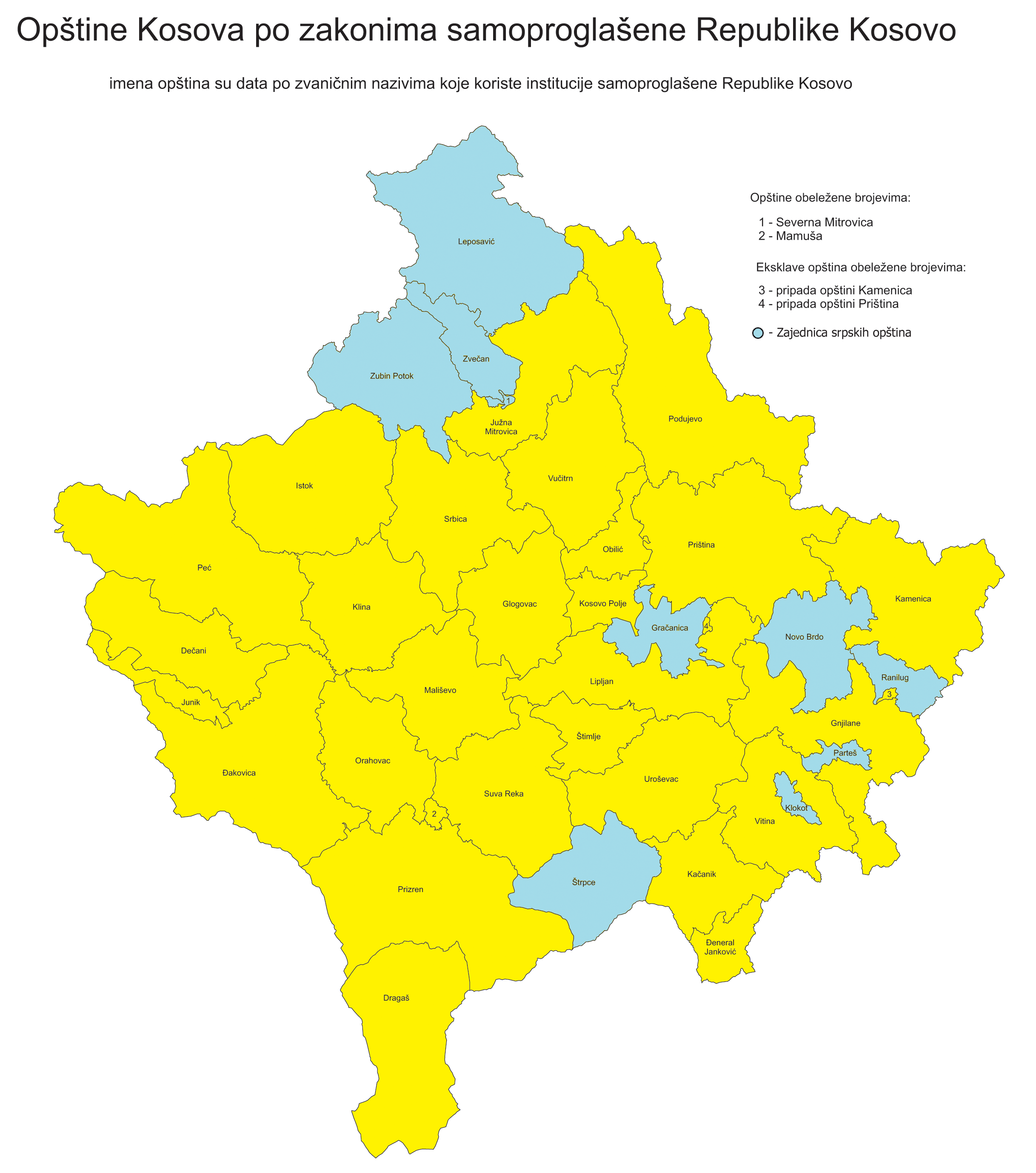
Oblast Společenství srbských obcí (modře) na mapě Kosova.

Dohoda, která má pouhých patnáct bodů, si kladla za cíl odstranit hlavní problematické body vzájemných vztahů mezi srbskou a kosovskou vládou. Kontrolu nad bezpečnostními složkami v severní části Kosova měla převzít kosovská policie a příslušníci srbské policie budou reintegrováni do jediné policie kosovské. Volby do kosovských orgánů v opštinách se srbskou většinou měly být rovněž organizovány a nikoliv bojkotovány. V oblastech, které obývají většinově Srbové, bude zřízeno Společenství srbských obcí (srbsky 'Заједница српских општина/Zajednica srpskih opština), které bude mít svojí samosprávu. Obdobný orgán může být zřízen i pro obce s albánským obyvatelstvem.[zdroj?]

## Reakce
Nedlouho po schválení této dohody byla s Kosovem podepsána Stabilizační a asociační smlouva a se Srbskem byla v rámci jeho přístupových rozhovorů zahájena dlouho očekávaná vyjednávání. Pro Severní Kosovo začala vláda v Prištině uvolňovat finanční prostředky pro investiční projekty.
Dohodu kritizovali představitelé Srbské pravoslavné církve, neboť sama církev je vlastníkem řady kostelů, klášterů a pozemků na území Kosova. V Srbsku se ozvaly jisté hlasy[zdroj?], že podepsaná dohoda je porušením srbské ústavy a nepřímým přiznáním nezávislosti Kosova. Proti dohodě ostře vystoupili političtí představitelé kosovských Srbů, kteří se obávali, že je vláda v Bělehradě přestane finančně i politicky podporovat. V Kosovské Mitrovici se několik dní po odsouhlasení smlouvy uskutečnila demonstrace.
Dohoda byla také kritizována i některými politickými stranami v Kosovu. Ratifikaci dohody kosovským parlamentem se pokoušeli zablokovat např. poslanci hnutí Vetëvendosje, kteří se obávali, že dohoda dává kosovským Srbům příliš mnoho autonomie a rozbíjí teritoriální integritu Kosova.[zdroj?]
V roce 2017 se v souvislosti se zhoršením vztahů mezi srbskou a kosovskou vládou začaly obě vlády napadat z vzájemného porušování implementace této dohody, především v souvislosti s vysláním vlaku s nápisem Kosovo je Srbsko v lednu 2017, žádostí o vydání Ramushe Haradinaje v téže době a dalšími drobnými incidenty.